# Commelina clarkeana
Commelina clarkeana är en himmelsblomsväxtart som beskrevs av Karl Moritz Schumann. Commelina clarkeana ingår i släktet himmelsblommor, och familjen himmelsblomsväxter.
Artens utbredningsområde är Gabon. Inga underarter finns listade.